# Atheta picipes
Atheta picipes är en skalbaggsart som först beskrevs av Thomson 1856.  Atheta picipes ingår i släktet Atheta, och familjen kortvingar. Arten är reproducerande i Sverige.